# The Criterion
The Criterion — британский литературный журнал, орган литературного модернизма, издавался в 1922—1939 годах. Выходил раз в квартал, в 1927—1928 годах — ежемесячно.
Основатель и главный редактор — Томас Стернз Элиот; в первом номере (тираж — 600 экз.) была опубликована его поэма «Бесплодная земля». Позднее в журнале были также напечатаны его поэмы «Полые люди» и «Пепельная среда».

## Авторы
В журнале печатались Луиджи Пиранделло, Марсель Пруст, Поль Валери, Жан Кокто, Вирджиния Вулф, Эзра Паунд, Уильям Батлер Йейтс, Т. С. Элиот, К.Мэнсфилд, Уистен Хью Оден, Харт Крейн, Герберт Рид, Дмитрий Святополк-Мирский и многие другие.

## Наследие
В 1982 году американский искусствовед, критик и эссеист Хилтон Крамер основал в Нью-Йорке ежемесячный журнал литературы и искусства The New Criterion, отдав в названии дань памяти британскому изданию The Criterion.